# Underwater (Mika)
Underwater è una canzone del cantante Mika pubblicata il 23 novembre 2012 come secondo singolo sul mercato europeo e terzo singolo sul mercato francese, estratta dal suo terzo album The Origin of Love.
In Italia è stata certificata disco d'oro e usata come colonna sonora nella pubblicità del Swatch Scuba Libre nel 2013.

## Video
Il video è stato pubblicato sul canale YouTube del cantante due giorni prima dell'uscita ufficiale del singolo. Esso è stato girato a Los Angeles durante la terza settimana d'ottobre.
Nel video musicale è presente Mika in mezzo a un oceano di stracci, in una piccola nave da pesca, con al suo interno un sacco di iuta contenente un oggetto luminoso. A causa del mare sempre più agitato, il sacco cade in mare ed il cantante si tuffa per recuperarlo. A questo punto la musica si ferma per qualche secondo e si vede Mika sott'acqua circondato da altre persone che tentano di rubargli il sacco. Il video si concluse con il cantante che sprofonda senza più il suo oggetto misterioso.
La canzone è stata usata nel 2018 anche come sigla della trasmissione La vita in diretta Estate andata in onda su Rai 1.

## Classifiche
| Classifica (2012) | Posizione Massima |
| ----------------- | ----------------- |
| Austria           | 68                |
| Belgio (Fiandre)  | 7                 |
| Belgio (Vallonia) | 1                 |
| Francia           | 1                 |
| Germania          | 46                |
| Italia            | 14                |
| Svizzera          | 25                |